# Anne Vadasz Nilsson
Anne Vadasz Nilsson, född 11 januari 1966 i Kristinehamn i Värmlands län, är en svensk jurist och ämbetsman. Hon är generaldirektör för  Kammarkollegiet sedan 2023. Hon har tidigare varit ställföreträdande generaldirektör för Konkurrensverket och generaldirektör för Energimarknadsinspektionen.

## Biografi
Anne Vadasz Nilsson avlade juristexamen (LL.M.) vid Uppsala universitet 1993, då 27 år gammal. Hon började arbeta som jurist inom energifrågor vid myndigheten Nutek i augusti 1995 och stannade där till december 1997. Hon började sedan arbeta som jurist på Energimyndigheten där hon stannade i drygt två år innan hon i maj 2000 gick över till en roll som konkurrenssakunnig på Konkurrensverket. Hon arbetade bland annat med myndighetens konkurrensjour och att värdera de tips som myndigheten får om karteller och andra överträdelser av konkurrenslagen. Under 2003 var hon även utlånad som utredningssekreterare för el- och gasmarknadsutredningen, som arbetade med att genomföra EU:s el- och gasmarknadsdirektiv i svensk rätt. År 2006 blev hon avdelningschef vid Konkurrensverket och kom då också med i myndighetens ledningsgrupp. Den avdelning som hon ansvarade för hanterade bland annat frågor som rör bygg- och anläggningsbranschen, skogs- och jordbruk samt livsmedels- och dagligvarumarknaderna. Åren 2010–2013 var hon Konkurrensverkets ställföreträdande generaldirektör.
Den 1 februari 2013 tillträdde hon som generaldirektör för Energimarknadsinspektionen. Inom ramen för sin roll som generaldirektör har hon också haft flera olika styrelseuppdrag. Hon var styrelseledamot i Post- och telestyrelsen åren 2014–2017. Hon var vice ordförande för Council of European Energy Regulators (CEER) i Bryssel åren 2017–2020. Sedan november 2017 är hon ordförande i CEER:s arbetsgrupp för konsumentfrågor på energimarknaderna inom EU. Hon är även styrelseledamot i Arbetsgivarverket sedan 2017. Anne Vadasz Nilsson tillträdde som generaldirektör för Kammarkollegiet den 1 maj 2023.